# .mx
.mx — национальный домен верхнего уровня для Мексики. Является рекордсменом по количеству зарегистрированных сайтов в Латинской Америке. Однако регистрировать домены .mx могут граждане и организации любой страны без ограничений.

## Срок регистрации
Обычно домен становится доступным к использованию через несколько минут после получения оплаты.
Максимальный срок регистрации для данной доменной зоны составляет 1 рабочий день.

## Перевод на обслуживание (трансфер)
Возможен перевод доменов в зоне MX на обслуживание от другого регистратора с продлением домена на следующий год.
Перед запросом на трансфер домена необходимо получить у своего текущего регистратора так называемый Код авторизации (Authorization code). Обычно домен переводится на обслуживание к новому регистратору через 5—7 дней после начала процесса трансфера домена.
Если в WHOIS указан некорректный адрес e-mail, то перед запросом на трансфер домена необходимо попросить текущего регистратора исправить адрес e-mail в информации о вашем домене. В ряде случаев на указанный в WHOIS e-mail отправляются запросы с просьбой подтвердить желание перевести домен к новому регистратору. Если подтверждения на такие письма не поступят, то заявка на трансфер домена будет отклонена.

## Информация в WHOIS
В WHOIS отображается только имя и полный адрес владельца домена. Вся остальная информация скрыта и недоступна для публичного просмотра.
Администрация доменной зоны MX на данный момент времени не предоставляет официальной услуги полного скрытия данных о владельце домена.